# Epigramm
Epigramm (altgriechisch ἐπίγραμμα epigramma, deutsch ‚Aufschrift‘), ein kurzes, zugespitztes Sinngedicht, war ursprünglich eine Inschrift auf einem Weihgeschenk, einem Grabmal, einem Kunstwerk und Ähnlichem, lediglich mit dem Zweck der Bezeichnung des Gegenstandes und dessen Bedeutung. Die Erstellung von Epigrammen bezeichnet man als Epigrammatik.
Später erhielten diese Inschriften eine poetische Erweiterung, indem sie in knappster Fassung des Sinnes, meist in Distichen, auch Gefühlen und Gedanken Raum gaben, die sich an die betreffende Person, Handlung oder Begebenheit knüpften, und bildeten sich so zu einer selbständigen, im 20. Jahrhundert selten gewordenen Dichtungsgattung heraus.

## Begriff
Gotthold Ephraim Lessing erklärt das Epigramm als Gedicht, in welchem „nach Art der eigentlichen Aufschrift, unsere Aufmerksamkeit und Neugierde auf irgend einen einzelnen Gegenstand erregt, und mehr oder weniger hingehalten werden, um sie mit eins zu befriedigen“. Mit „Aufschrift“ meint Lessing die ursprüngliche enge Bedeutung des Begriffs des Epigramms als einer Inschrift auf einem Denkmal oder einer Überschrift: „Die Aufschrift ist ohne das, worauf sie steht [...], nicht zu denken.“ Sie kündigt etwas an und erregt Neugierde auf etwas, worüber erst das Denkmal (oder ein der Überschrift folgender Text) Aufschluss gibt.
In ähnlicher Weise – so Lessing – löst das Epigramm Empfindungen aus. „Erwartung“ und „Aufschluss“ sind nach Lessing also die beiden wesentlichen Teile des Epigramms, von denen erstere (wie ein Rätsel) durch einen scheinbaren Widerspruch gespannt macht, letzterer durch eine überraschende Deutung des Sinnes herbeigeführt wird (daher auch der deutsche Name Sinngedicht für Epigramm, kreiert von Philipp von Zesen).
Charles Batteux definiert das Epigramm ähnlich als zweiteilige Kunstform: „der erste [Teil] ist der Vortrag des Subjekts, der Sache, die den Gedanken hervorgebracht hat oder veranlasset hat; und der andere der Gedanke selbst, welchen man die Spitze (pointe) nennt, oder dasjenige was den Leser reizt, was ihn interessieret“.

## Geschichte
Als Begründer der epigrammatischen Kunst gilt Simonides von Keos (5./4. Jh. v. Chr.), dessen Epigramme, zum großen Teil als Monumente der Kämpfer in den Perserkriegen gedichtet, Muster poetischer Auffassung sind und sich durch Schärfe des Gedankens und großartige Einfachheit auszeichnen. In der Folge fand das Epigramm breite Pflege, und der poetische Sinn der Griechen entfaltete in dergleichen kleinen Gedichten noch lange eine große Anmut, Vielseitigkeit und Gewandtheit, auch nachdem ihnen die Kraft zu größeren Produktionen entschwunden war.
Ein Teil des reichen Nationalschatzes griechischer Epigramme ist in der Griechischen Anthologie erhalten. Von den Griechen kam die epigrammatische Poesie nach Rom und wurde hier mit Vorliebe gepflegt, nahm aber bald vorwiegend satirischen Charakter an. In der Periode des Augustus werden die ersten Dichter Roms sowie die angesehensten Männer des Staates unter den Epigrammdichtern genannt. In diese Zeit fällt Domitius Marsus. Das Bedeutendste aber, was sich von dieser Art Poesie der Römer erhalten hat, sind die Epigramme des Martial, der in seinen Epigrammen das Leben der römischen Kaiserzeit in einer unübertrefflichen formalen Vollendung wiedergegeben hat. Man kann die 1500 Gedichte wie einen Gesellschaftsroman in Aphorismen lesen, ein Ensemble von Begegnungen und Reaktionen des Dichters auf seine Zeit und ihren sozialen und literarischen Verhältnisse. In der Folge entstehen anonyme Sammlungen, z. B. diejenige von Epigrammen, die unter dem Namen des Philosophen Seneca verfasst sind, und das Corpus der Carmina Priapea. Unter den Dichtern der Spätantike trat als Epigrammatiker Ausonius hervor. In der ausgehenden Antike entsteht, wohl noch unter der Herrschaft der Vandalen, in Nordafrika eine Sammlung von Epigrammen, die heute in der sogenannten Anthologia Latina gesammelt sind, darin auch das Epigrammbuch des Luxorius.
In der Imprese, welche die in der Antike geläufige Verbindung einer kurzen persönlichen Devise mit einem zugehörigen Sinnbild wiederbelebte, schufen englische, burgundische, französische und bald auch deutsche, polnische, spanische und portugiesische Adelige seit der Mitte des 14. Jahrhunderts ein reiches Anwendungsfeld für die Epigrammatik. Impresen wurden sowohl von ihrem Träger als oftmals auch von ihrem Gefolge als Abzeichen an Turnierharnischen, Kleidungsstücken, Kopfbedeckungen und in Schmuckstücken getragen oder dienten als Kennzeichen an Bauwerken, Einrichtungsgegenständen, Grabmälern, Wandbehängen und Geschirr, auf Fahnen, Münzen und Plaketten sowie in Miniaturen der Buchmalerei.
Mit einer von dem byzantinischen Theologen Maximos Planudes (um 1255–1330) zusammengestellten Anthologie mit etwa 4000 griechischen Epigrammen aus Antike und Mittelalter (Anthologia epigrammatum Graecorum), die seit den 1460er Jahren in Italien bekannt war und 1494 in Florenz gedruckt wurde, erweiterte sich die Kenntnis der Epigrammatik in der Renaissance erheblich. Das breite Repertoire insbesondere der antiken Epigramme gab Impulse für die Entwicklung der reichen frühneuzeitlichen Epigrammatik Europas. Aus der antiken und zeitgenössischen Epigrammatik schöpfte die frühneuzeitliche Emblematik inhaltliche Motive, Vorlagen für Lemma (inscriptio) und Epigramm (subscriptio) eines Emblems sowie wichtige Aspekte ihres Medienverständnisses.
In der Literatur der romanischen Länder hatte das Epigramm meist einen beißenden Charakter, wurde aber zum Teil zum Madrigal, zum Teil auch zum Sonett umgestaltet. Die historische Bezeichnung für ein satirisches Epigramm lautet im Deutschen Stachelreim. Am beliebtesten war diese Form in Frankreich, wo Clément Marot (1495–1544) als der erste bekannte Dichter in dieser Gattung genannt wird. Mittels des Epigramms pflegte sich besonders seit Richelieus Zeiten und kurz vor dem Ausbruch der Revolution die zum Stillschweigen verurteilte politische Opposition zu äußern. In England wusste vornehmlich John Owen (1616–1683) den Ton des Martial zu treffen. Den Beinamen „der englische Martial“ trug ein anderer John Owen (1564–1622).
Als die ältesten deutschen epigrammatischen Produkte gelten die „Priameln“ des 13. und 14. Jahrhunderts, die jedoch, ähnlich den Sinngedichten des Orients (Indien, Persien), mehr allgemeine Sitten- und Weisheitssprüche sind.
Für die frühneuzeitliche Emblemkunst, deren Ursprünge in antiken Epigrammsammlungen und deren Nachdichtungen liegen, bezeichnet der Begriff Epigramm auch alle anderen Formen von Bildunterschriften.
Im 17. Jahrhundert hielt man sich in Deutschland an das Vorbild der Alten und nahm sich Martials sarkastische Schärfe zum Muster, so beispielsweise Friedrich von Logau und Christian Wernicke oder später im 19. Jh. Heinrich von Kleist. Goethes und Schillers Epigramme sind, die scharf treffenden Xenien ausgenommen, meist Sinnsprüche allgemeineren Inhalts. Ähnlich auch bei Lessing und Friedrich Haug. Aus neuerer Zeit sind August Graf von Platen, Franz Grillparzer, Friedrich Hebbel, Erich Kästner, Friedrich Theodor Vischer und Hansgeorg Stengel anzuführen.
Die beliebteste Form des Epigramms ist noch heute das Distichon, das als vollkommenes formales Schema angesehen werden kann, in dem der Hexameter die Erwartung, der Pentameter den kurz zusammenfassenden Aufschluss gibt. Indessen eignet sich auch der kurze Jambus mit passenden Reimverschlingungen als Träger des Epigramms. Als Beispiel hier ein Epigramm Lessings, das sich auf die Gattung selbst bezieht:
Du dem kein Epigramm gefällt,

Es sei denn lang und reich und schwer:

Wo sahst du, daß man einen Speer,

Statt eines Pfeils, vom Bogen schnellt?
Die Theorie des Epigramms behandelten Lessing in den „Anmerkungen über das Epigramm“ und Herder in der Abhandlung „Über das griechische Epigramm“, jener vorzugsweise in Bezug auf das satirische Epigramm der Römer, dieser im Anschluss an die griechische Anthologie von einem umfassenderen Gesichtspunkt aus.

## Musik
Seit dem 19. Jahrhundert wird vor allem im deutschsprachigen Bereich der Begriff Epigramm auch als Titel für Kompositionen verwendet. Entweder ist es Vokalmusik, die literarische Epigramme vertont, zum Beispiel:
- Hans Gál (1890–1987): Epigramme nach Gedichten von Gotthold Ephraim Lessing für gemischten Chor A cappella
- Kurt Hessenberg (1908–1994): Lieder und Epigramme nach Gedichten von Goethe für Männerchor A cappella

Als Beispiele für Miniaturen mit epigrammatischem Charakter für instrumentale Besetzungen können genannt werden:
- Hans Erich Apostel (1901–1972): 6 Epigramme op. 33 für Streichquartett
- Fré Focke (1910–1989): Epigramme für Klavier
- Bertold Hummel (1925–2002): Epigramme für Streicher; 5 Epigramme für Fagott
- Zoltán Kodály (1882–1967): 9 Epigramme für Orgel
- Andreas Kunstein (* 1967): 10 Epigramme für Toy piano; 13 Epigramme für Orchester
- Peter Ruzicka (* 1948): Fragment, 5 Epigramme für Streichquartett
- Egon Wellesz (1885–1974): Epigramme für Klavier